# Maternalismo
O maternalismo é a expressão pública de valores domésticos associados à maternidade. Ele se concentra na linguagem da maternidade para justificar as atividades políticas das mulheres, ações e validar políticas públicas ou estaduais.
Uma extensão da "maternidade empoderada", o maternalismo se define como a extensão dos valores morais femininos de nutrição e cuidado e do cuidado social do lar para uma comunidade maior. Sob o maternalismo, a relação mãe-filho é essencial para manter uma sociedade saudável. Todas as mulheres são vistas unidas e definidas por sua capacidade e responsabilidade compartilhada de serem mães de todas as crianças. Usando os fundamentos da maternidade, as mães dentro do maternalismo prestam um serviço ao estado ou nação criando "cidadãos-trabalhadores".
Estudiosos dos séculos XX e XXI lançaram luz sobre mulheres ativistas no contexto da política maternalista focada em políticas projetadas para beneficiar mulheres e crianças, como programas de saúde materno-infantil, pensões para mães como o programa Aid to Families with Dependent Children e outros vários programas de seguridade social. Alguns estudiosos consideram o maternalismo como parte de movimentos e ideologias feministas. Por outro lado, outros o consideram diferente do feminismo devido a alguns maternalismos aceitarem que a figura masculina na casa deve ser o provedor econômico e que o papel central da mulher é como mãe.